# Quận Putnam, Florida
Quận Putnam là một quận thuộc tiểu bang Florida, Hoa Kỳ. Quận lỵ đóng ở Palatka6. 
Dân số theo điều tra năm 2010 của Cục điều tra dân số Hoa Kỳ là 74364 người.

## Địa lý
Theo Cục điều tra dân số Hoa Kỳ, quận này có diện tích 2140 km2, trong đó có 260 km2 là diện tích mặt nước.